# Hutton (Somerset)
Hutton is een civil parish in het bestuurlijke gebied North Somerset, in het Engelse graafschap Somerset met 2582 inwoners.